# Mihajlo Krešimir II.
Mihajlo Krešimir II. bio je hrvatski kralj iz vladarske dinastije Trpimirovića koji je vladao od 949. do oko 969. godine.

## Životopis
Nakon uspješnog kraljevanja hrvatskih vladara Trpimira II. i Krešimira I., godine 945. kraljem postaje Miroslav najstariji sin Krešimira I. Odmah na početku njegova vladanja ban Pribina izaziva unutarnje sukobe za prijestolje u korist mlađeg Mihajla Krešimira, koji će nakon velikih nereda završiti Miroslavovom smrću. Kako u svom djelu „O upravljanju carstvom” navodi suvremenik ovih događanja, bizantski car Konstantin VII. Porfirogenet, Hrvatska je u razdoblju nakon Tomislava oslabila, smanjila se njezina vojska, mornarica se prepolovila, a granične su se zemlje od nje odijelile.
Krešimir je, uz narodno ime, uzeo i kršćansko ime Mihajlo. Transumpt isprave, koja je sačuvana u ispravi Kninskoga kaptola, od 29. lipnja 1397., svjedoči kako je nagrađivao vjernost onih koji su se borili na njegovoj strani.
Prema popu Dukljaninu, ratovao je protiv Bosne; oplijenio je Uskoplje, Luku i Plivu te župe u gornjem i srednjem toku rijeke Vrbas. Kada je bosanski ban pobjegao k ugarskom kralju uspio je zauzeti cijelu Bosnu. Za njegove je vladavine hrvatska mornarica pobijedila arapske gusare kod talijanskoga poluotoka Monte Gargano 969. godine.
Krešimir II. umro je oko 969. godine te ga je naslijedio njegov sin Stjepan Držislav. Krešimirova žena Jelena Slavna dala je sagraditi u Solinu dvije crkve. U atriju crkve svetog Stjepana na Otoku bila je pokopana sa suprugom. Na tom mjestu pronađen je nadgrobni natpis kraljice Jelene u kojem se objašnjavaju rodoslovni odnosi između nje, Mihajla Krešimira II. i sina im Stjepana Držislava. Benediktinski redovnici, koji su bili zaduženi za molitve za kralja, brinuli su se o Mihajlovoj uspomeni još uvijek u 13. stoljeću. Pretpostavlja se da bi majka Mihajla Krešimira II. mogla biti kraljica Domaslava.
Njegov praunuk, kralj Petar Krešimir IV. (1058. – 1074.) u svojoj darovnici za Diklo kod Zadra 1062. ili 1067. godine, spominje kronike koje su sastavljane još za Mihajla Krešimira II. Te će se kronike kasnije prozvati „Gesta regum chroatorum”.
Neki povjesničari smatraju da se povijesni pridjevak „Veliki” ne odnosi na Petra Krešimira IV. nego na Mihajla Krešimira II.